# Chapelle Saint-Nicolas de Saint-Nabor
La chapelle Saint-Nicolas de Saint-Nabor était une ancienne dépendance de l'abbaye Sainte-Marie de Niedermunster, et est située sur le territoire de la commune de Saint-Nabor, en France.

## Généralités
La chapelle est située a une centaine de mètres au nord de l'abbaye Sainte-Marie de Niedermunster, dont elle était une dépendance. Elle est sise sur le territoire de la commune de Saint-Nabor, dans le département du Bas-Rhin, en région Grand Est, en France.

## Historique
Une première chapelle est édifiée entre 1150 et 1180 et se situait à l'intérieur de l'hospice tenue par des moniales chargée de l'accueil des pèlerins du Mont Sainte-Odile et de l'abbaye de Hohenbourg. La chapelle possède  un petit clocher et était entouré d'un mur de protection à une époque plus ancienne. Cette chapelle viendrait en remplacement d'une chapelle primitive édifiée par sainte-Odile autour de l'an 700.
La chapelle, comme l'abbaye de Niedermunster toute proche est ruinée en 1838. Elle est classée au titre des monuments historiques par la liste de 1846, ce qui permet sa reconstruction à l'identique entre 1848 et 1850 par l'architecte Cron sous la direction de l'architecte Émile Boeswillwald, alors attaché à la commission des monuments historiques,.

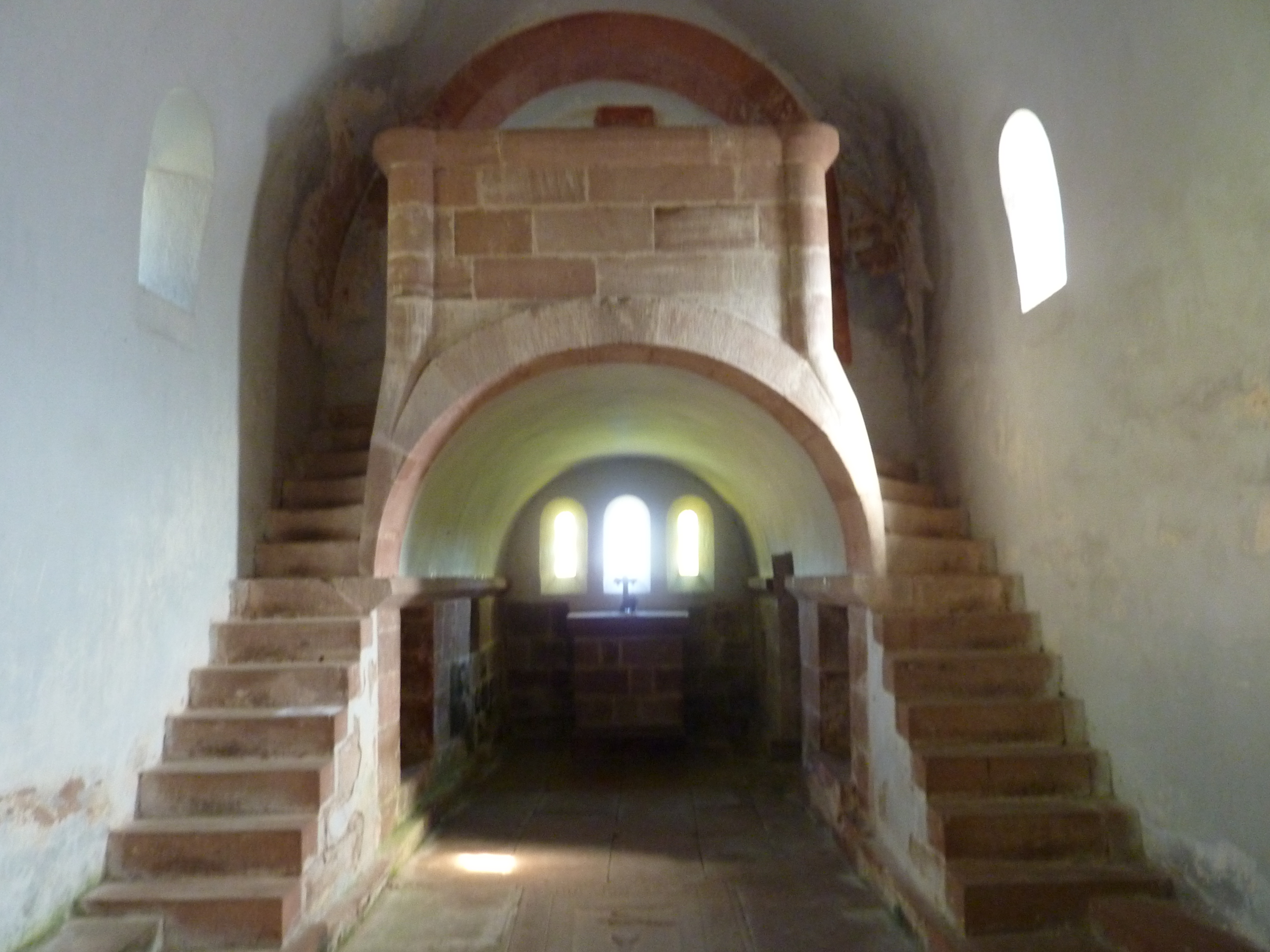
Le double chœur à l'intérieur de la chapelle

## Description
La chapelle suit un plan rectangulaire et possèdes des dimensions modestes : 14,6 mètres de longueur pour 5,7 mètres de largeur. Elle est à nef unique en berceau brisé et les murs sont percées de baies étroites,. La particularité de la chapelle tient à son double chœur superposé, dont l'accès supérieur est desservi par des escaliers latéraux,. L'autel du haut est dédié à saint Martin, celui du bas à saint Michel.

## Mobilier
L'église possède une dalle funéraire d'un moine prémontré du XVIe siècle (possiblement 1512) en grès rose. Ses dimensions sont de 2,58 mètres sur 1,20 mètre et une iconographie est gravée sur la pierre (calice, hostie, main, bénédiction, eucharistie) ainsi qu'une inscription.

## Galerie

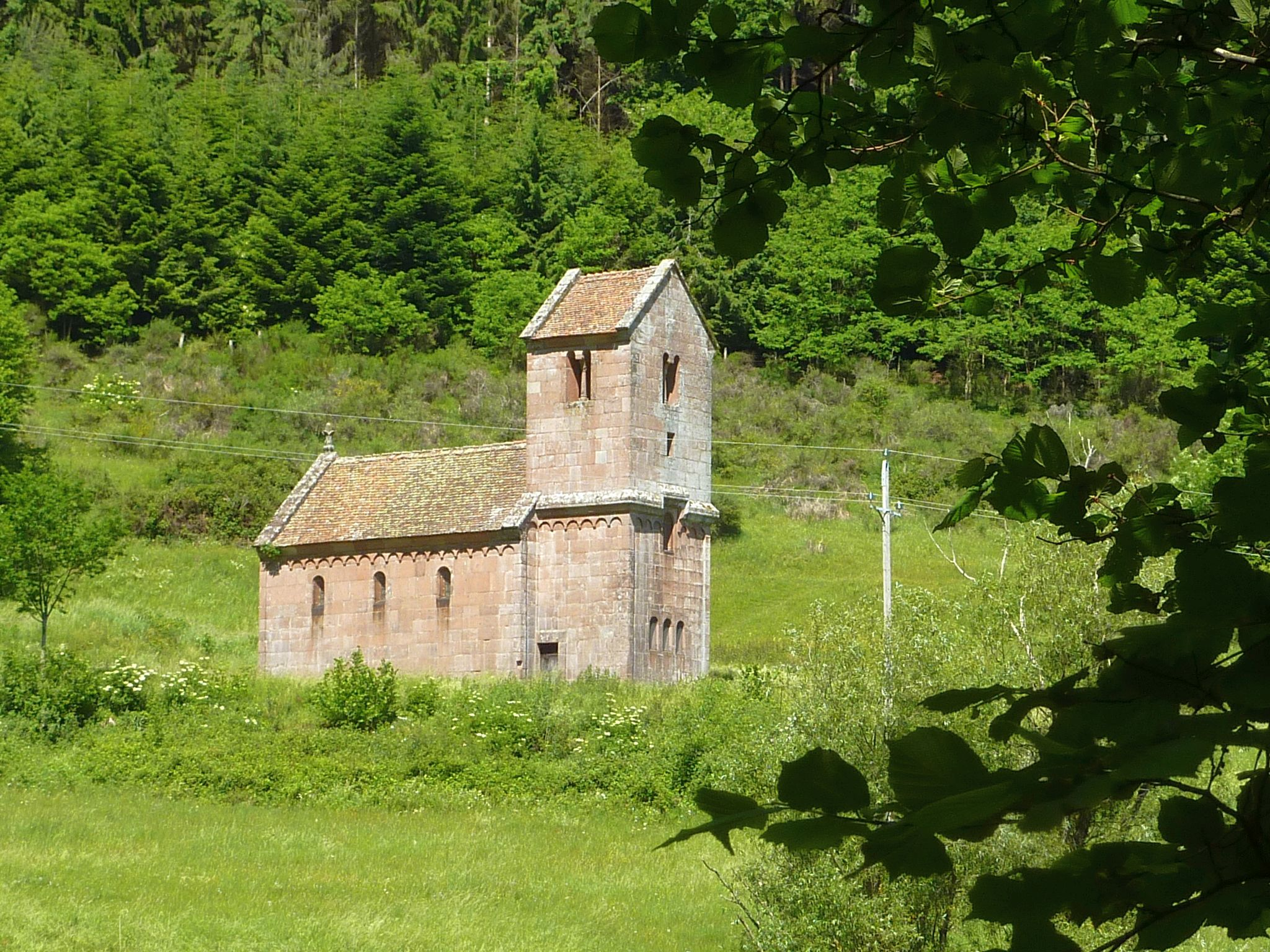
Extérieur
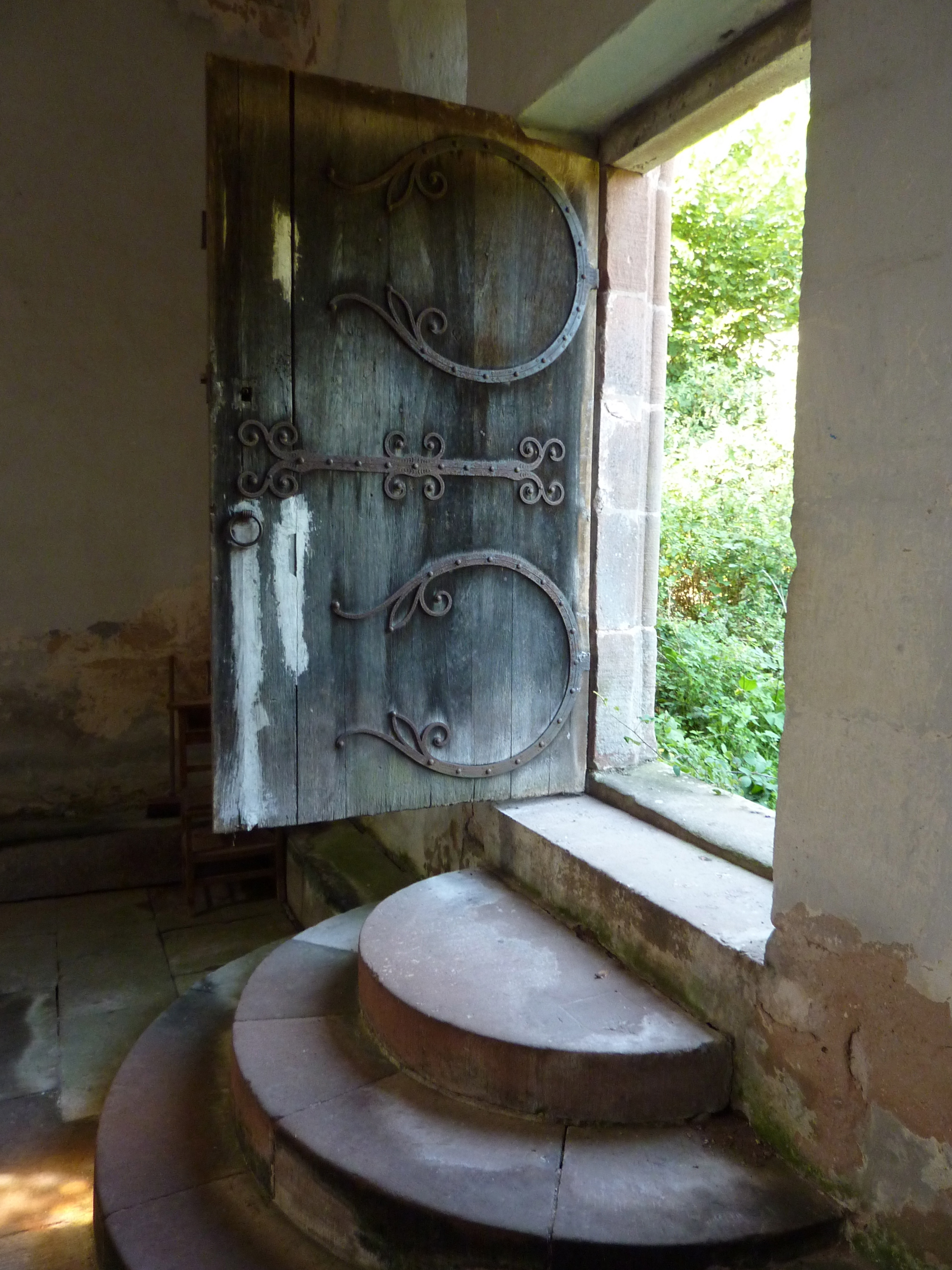
Porte d'entrée de la chapelle
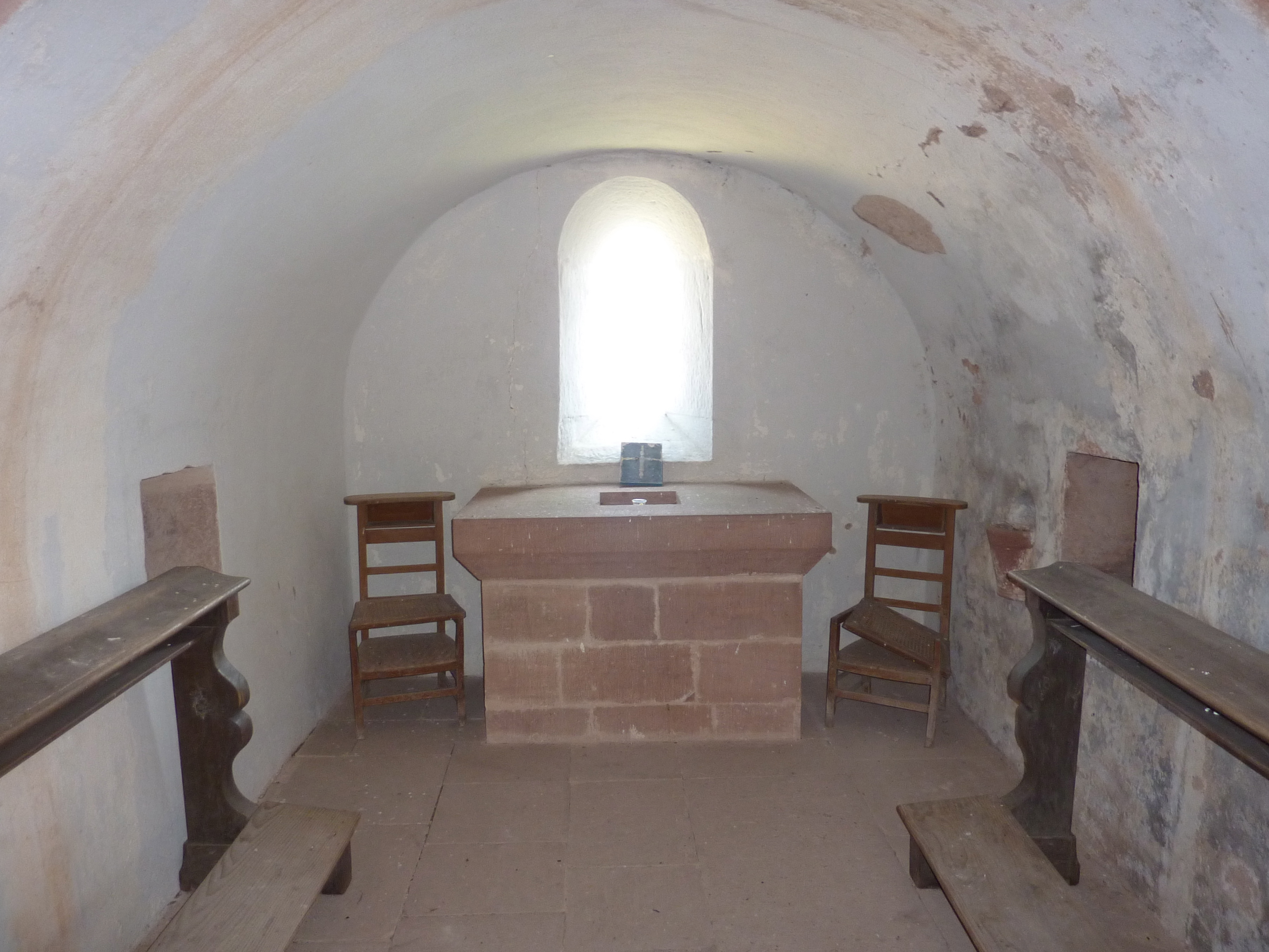
Chœur supérieur
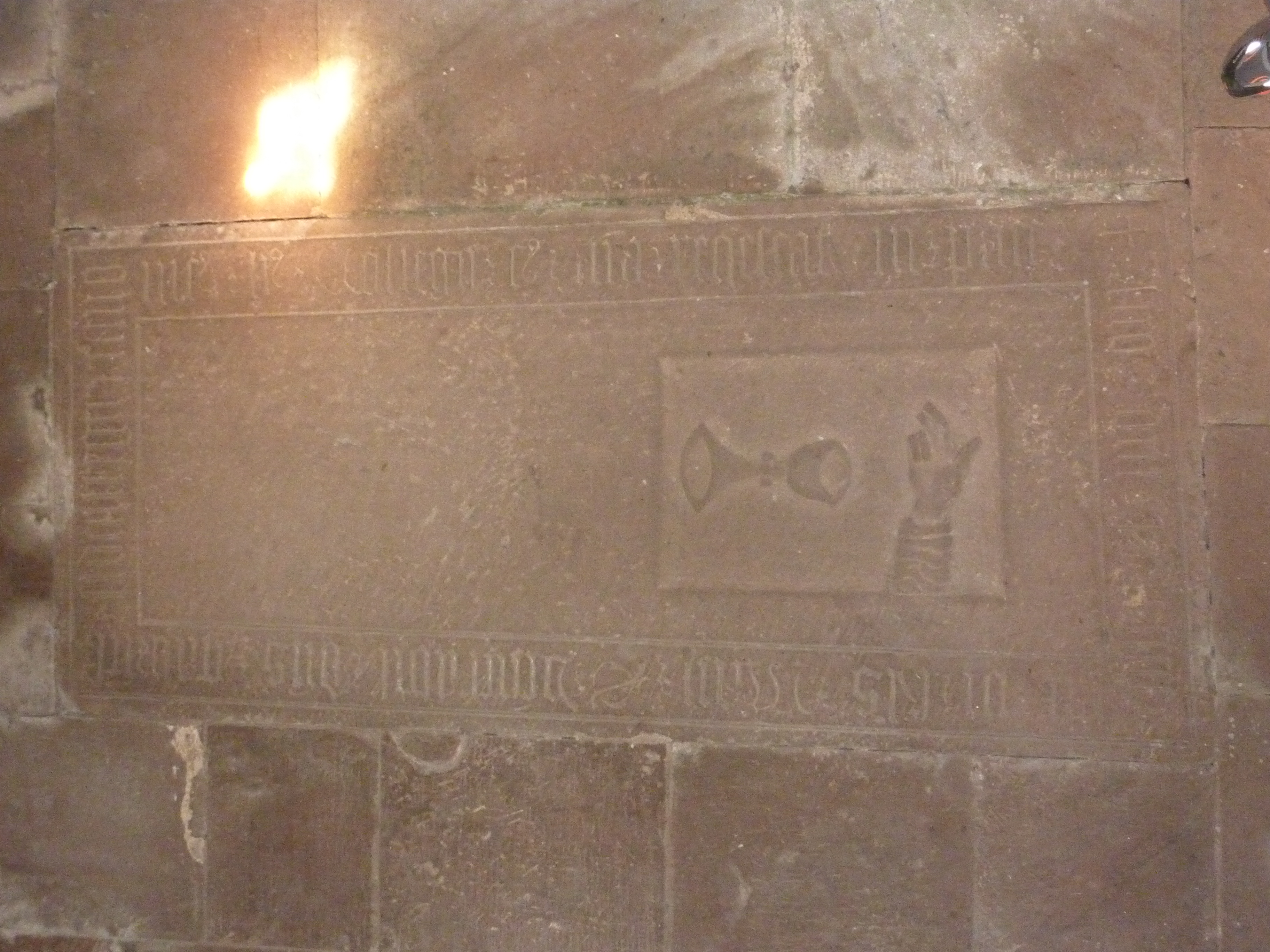
Dalle funéraire à l'intérieur de la chapelle